# Споменик ратницима за ослобођење и уједињење 1912-1918.
Споменик ратницима за ослобођење и уједињење 1912-1918. се налази у центру Црне Траве, посвећен је Црнотравцима-ратницима, погинулим у Великом рату 1912 — 1918. године. На њему су уклесена 172 имена палих ратника.
Споменик је пирамида од белог мермера, висине осам метара. На врху споменика је данас четворострани крст, а недостаје црни камени орао, којег су скинули бугарски окупатори у Другом светском рату. Испод крста је урезано: Ратницима за ослобођење и уједињење 1912-1918г.. Испод овог натписа је такође био лик Kраља Ослободиоца Петра Великог у рељефу, који такође не достаје.
Скицу за споменик израдио је архитекта Зоран Васиљевић, коју је Уметничко Одељење Министарства Просвете одобрило под Бр. 2616/26. Све ручне радове и украсе израдио је вајар Милан Танасковић, а споменик је по повољној цени излиферовала Прва српска каменорезачка радња Матеје Петровића из Београда.
Свечано освећење споменика било је 27. јула 1927. године. 